# Нестримні 2
«Нестри́мні 2» (англ. «The Expendables 2») — американський бойовик 2012 року режисера Саймона Веста і сценаристів Річарда Венка та Сільвестра Сталлоне. Він є сиквелом до фільму 2010 року Нестримні. До зйомок залучено акторів з першого фільму та кілька нових зірок, разом вони формують справжній «зірковий ансамбль»: Сільвестер Сталлоне, Джейсон Стейтем, Джет Лі, Дольф Лундгрен, Чак Норріс, Ренді Кутюр, Жан Клод Ван Дам, Брюс Вілліс, Арнольд Шварценеггер та інші. Світова прем'єра фільму відбулася 13 серпня в Лондоні, дата виходу фільму в широкий прокат — 16 серпня 2012 року.

## Опис
Містер Черч доручає команді Нестримних виконати, здавалося б, просту роботу. На перший погляд, завдання виглядає лише як легкий спосіб підзаробити для Барні та його банди досвідчених найманців. Але щось пішло не так і одного з команди жорстоко вбивають. Тепер, щоб помститися, Нестримні вирушають на ворожу територію, де всі ставки зроблено проти них.

## У ролях

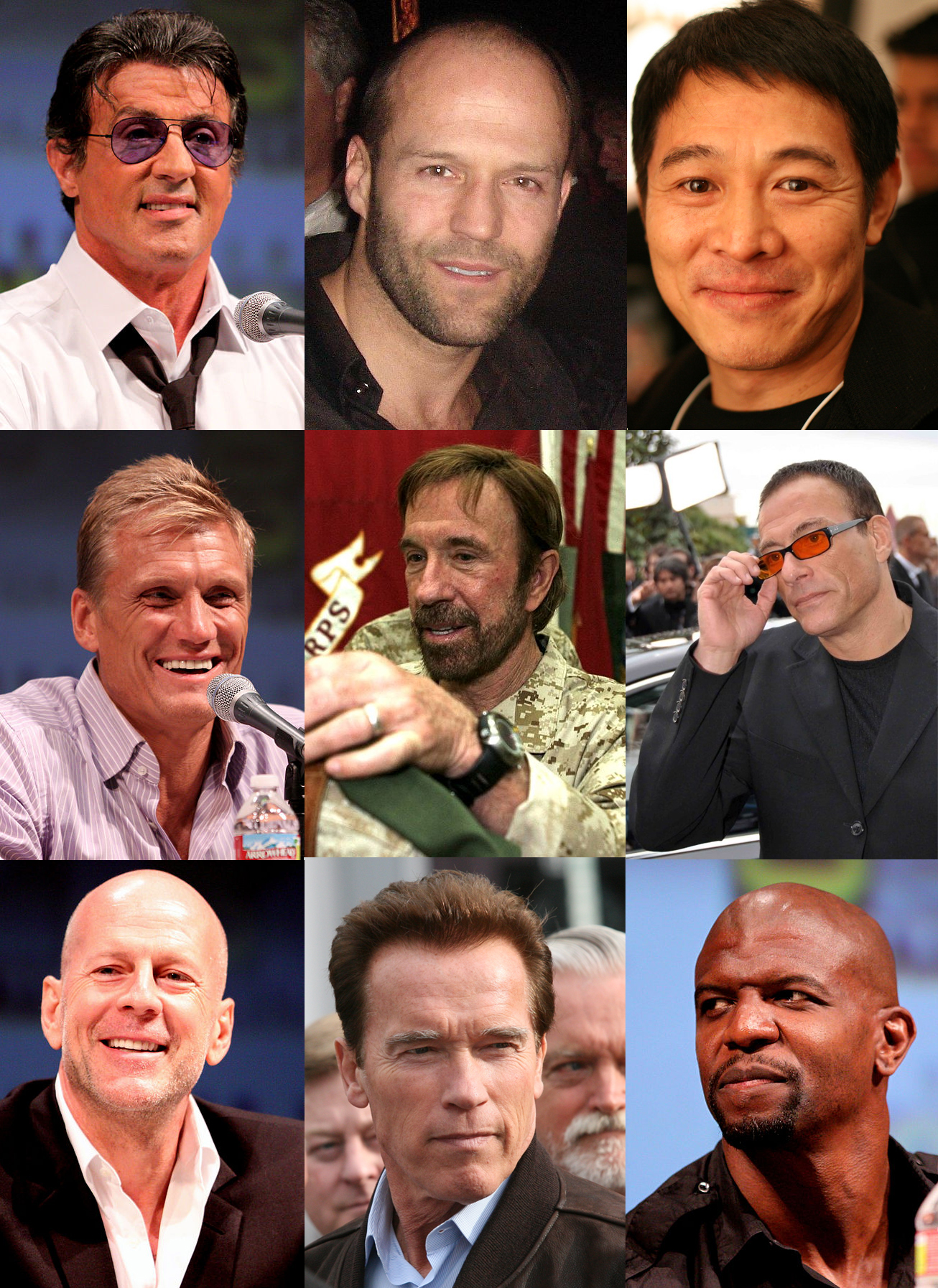
Актори з фільму

- Сільвестер Сталлоне — Барні Росс
- Джейсон Стейтем — Лі Крісмес
- Джет Лі — Інь-Ян
- Дольф Лундгрен — Гуннар Єнсен
- Чак Норріс — Букер
- Жан Клод Ван Дам — Жан Вілан, головний антагоніст фільму
- Брюс Вілліс — містер Черч
- Арнольд Шварценеггер — Трент Маузер
- Террі Крюс — Хейл Цезар
- Ренді Кутюр — Тол Роад
- Каризма Карпентер — Лакі
- Скотт Едкінс — Гектор
- Ю Нан[en] — Меггі Чен
- Ніколетт Ноель — Софія
- Ліам Гемсворт — Білл «Малюк» Тіммонс

## Виробництво
Перед виходом Нестримних Сталлоне заявляв, що в нього вже є готова ідея на продовження, але афішувати її він не збирається, поки остаточно не впевниться в потребі сиквела. Але він натякає, що спробує зняти щось абсолютно радикальне.

На прем'єрі фільму Механік (2011) він підтвердив, що в даний момент дійсно зайнятий роботою над сиквелом: 
«Ми працюємо над цим. Просто коли в тебе п'ять різних сценаріїв, ти намагаєшся зрозуміти, котрий із них найкращий: яка місцевість, які трюки і, найголовніше, про що буде кіно? Який сенс у фільмі з мужиками, що просто безглуздо бігають? Саме так — ніякого. Оце і є найскладнішим».
У лютому 2011-го стало відомо, що Сільвестр Сталлоне збирається відкласти роботу над проектом у зв'язку з участю в новому фільмі Вейна Креймера (Wayne Kramer (filmmaker)) «Контрольний постріл».
Зйомки фільму проходили в Болгарії, в ході якого трапився нещасний випадок: під час знімання сцени вибуху загинув каскадер, а його напарник опинився в лікарні в критичному стані. Пізніше в ході зйомок постраждали самі актори Шварценеггер та Сталлоне, причому відбували лікування в одній лікарні й виклали в соціальну мережу фото на якому вони лежать поряд у шпитальній палаті.

## Цікаві Факти
- Це четвертий раз, коли Жан-Клод Ван Дам знімася разом зі Скоттом Едкінсом та Дольфом Лундгреном.
- В фінальній сцені Арнольд Шварценеггер носить сорочку «Planet Hollywood Jam», разом зі Сталлоне та Брюсом Віллісом вони заснували мережу ресторанів «Planet Hollywood».
- Сильвестр Сталлоне відмінив свій промо-тур в підтримку цього фільму через смерть свого сина — Сейджа, 13 липня 2012 року.
- Всі сцени з Арнольдом були відзняті за п'ять днів, за тиждень до початку зйомок фільму «Повернення героя».
- Команда «Нестримних» користуються однаковими годинниками фірми «Panerai Luminor Submersible» 1950 в бронзовому корпусі(РАМ 382) із лімітованої серії в 1000 одиниць.
- Ім'я персонажа Чака Норріса — (Букер), точно також його звали у фільмі «Чорні тигри»(1978), крім того його персонаж також приходить на допомогу своїм бойовим товаришам.